# Bateria do Pico da Castanheira

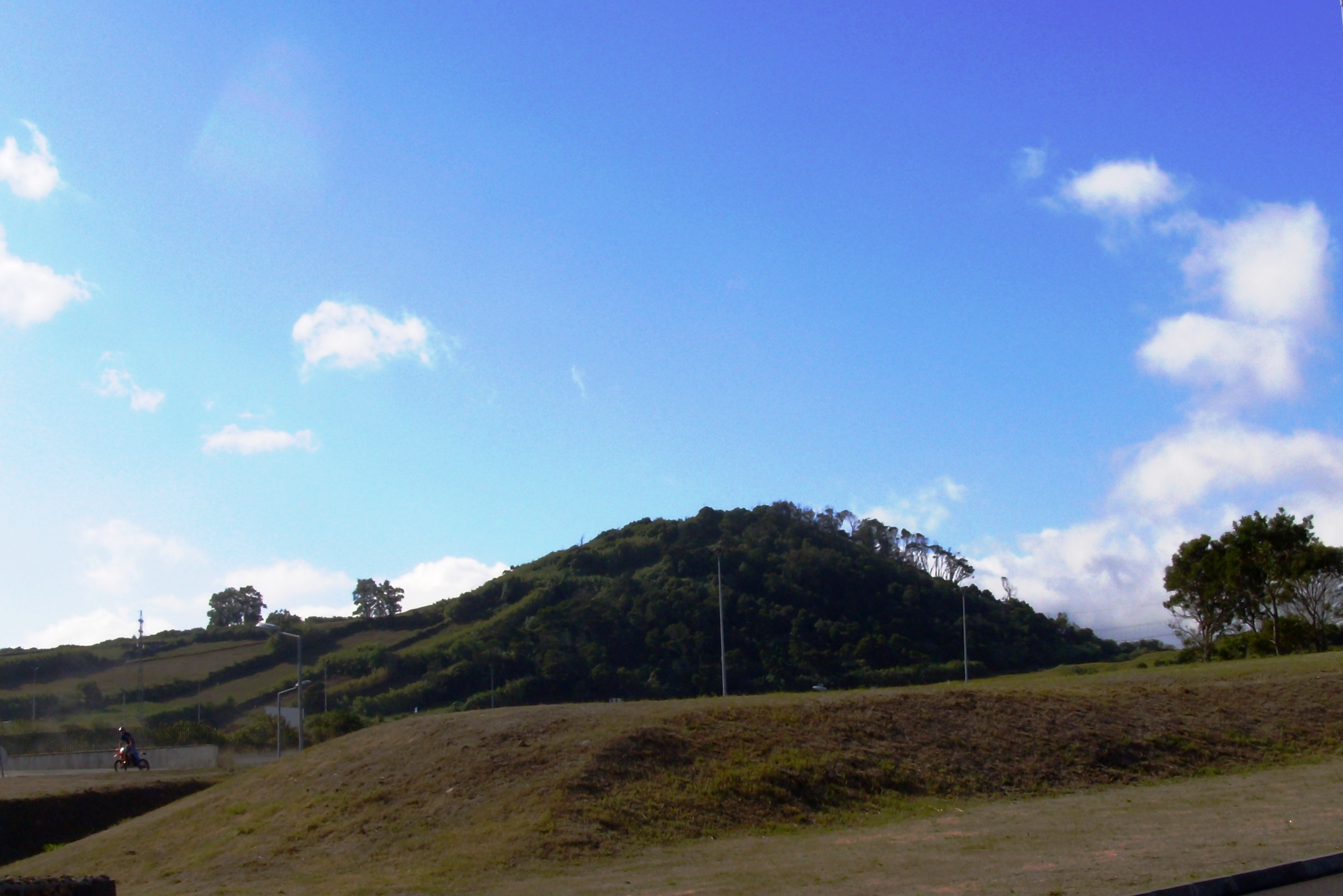
Pico da Castanheira, Ponta Delgada: vista panorâmica.

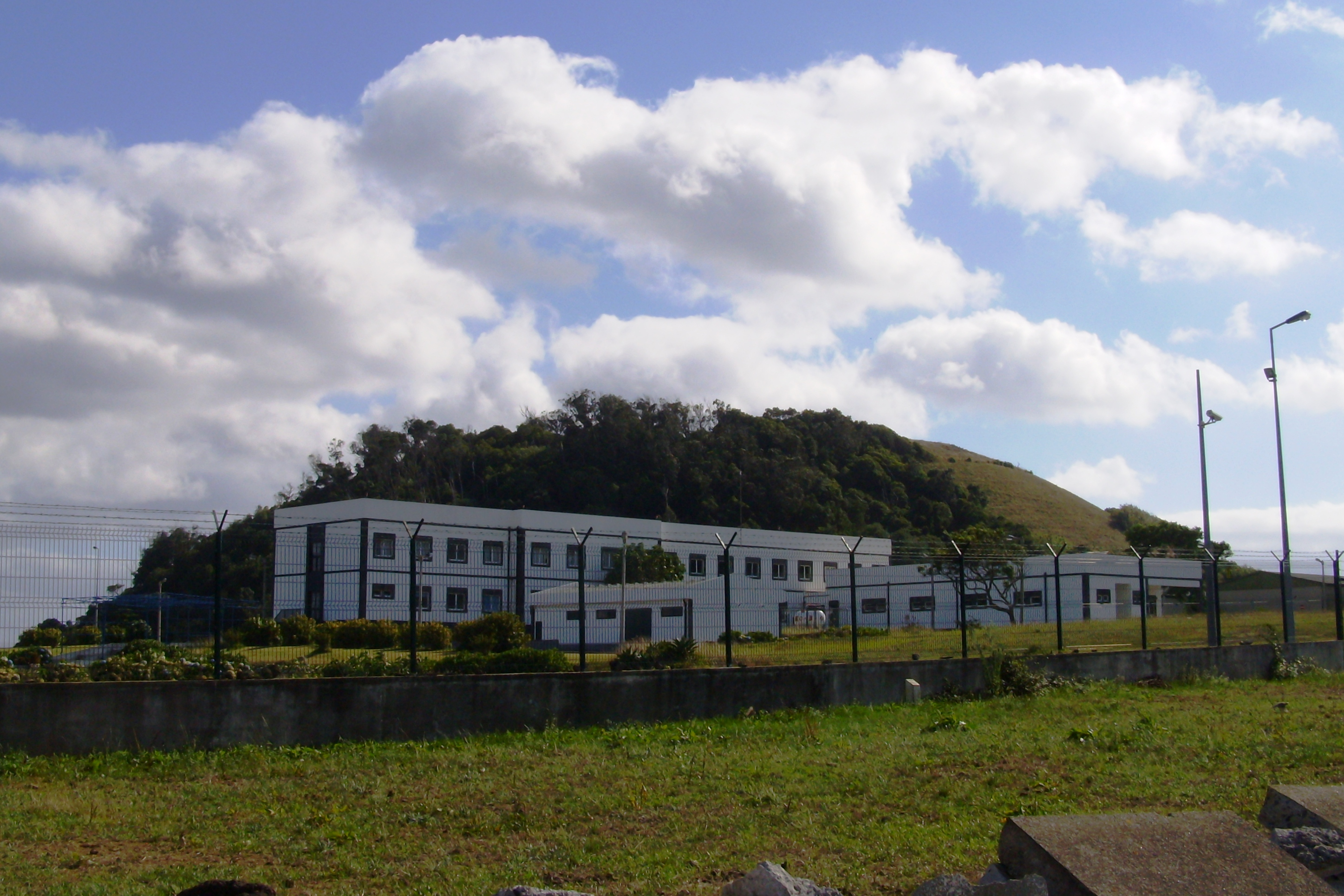
Bateria do Pico da Castanheira: atual quartel.

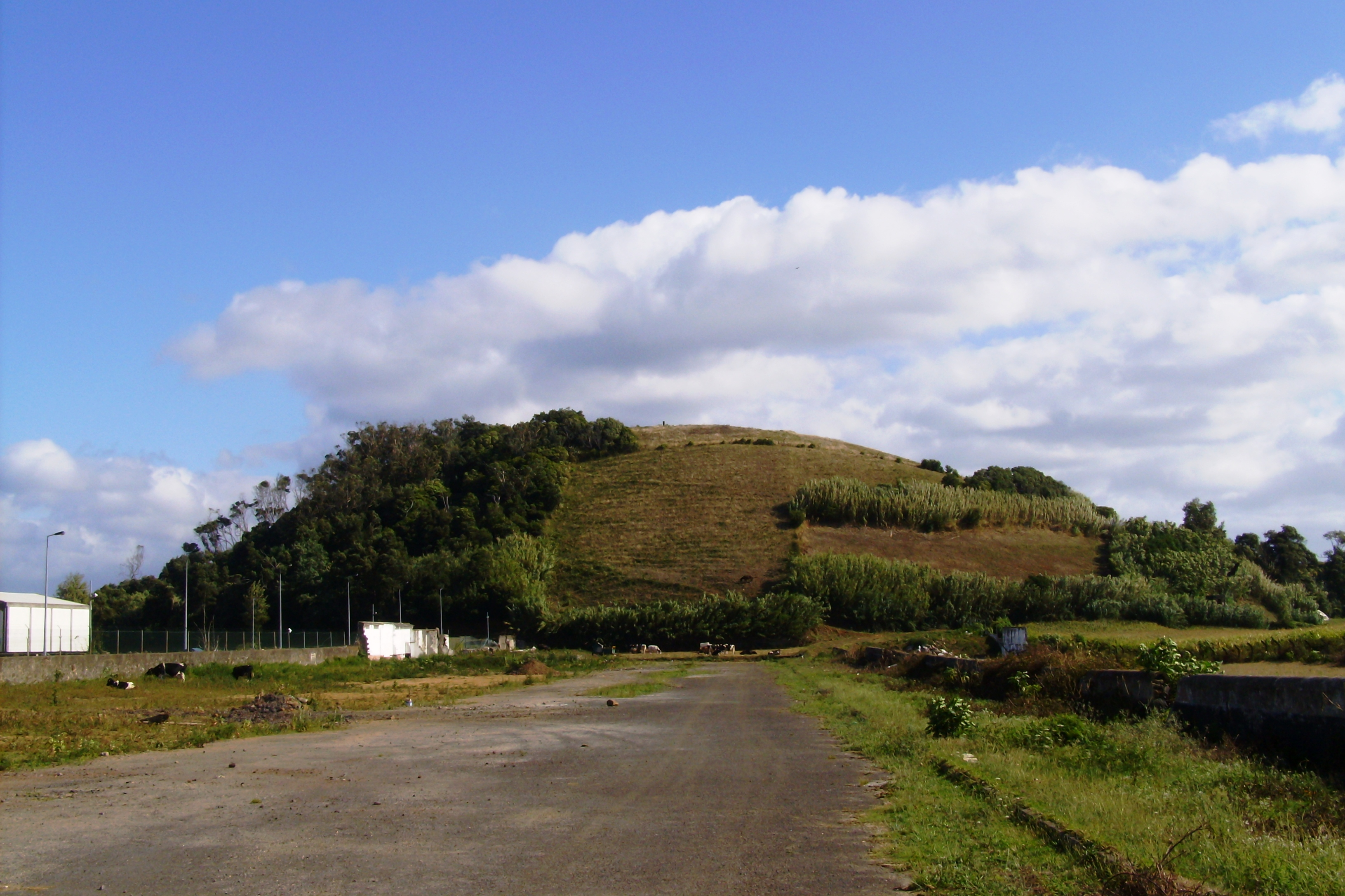
Bateria do Pico da Castanheira: espaço do antigo quartel.

A Bateria do Pico da Castanheira, oficialmente denominada como Prédio Militar nº 003/Ponta Delgada, localiza-se no pico da Castanheira, na freguesia dos Arrifes, concelho de Ponta Delgada, na ilha de São Miguel, nos Açores.
Sede da Bateria Independente de Defesa de Costa nº 1, é composta, em termos de instalações físicas, por duas zonas distintas: a da bateria propriamente dita, caracterizada por um complexo fortificado subterrâneo, e por uma área de aquartelamento, a cerca de 500 metros de distância da primeira, onde se concentram os respectivos apoios - administrativo e logístico: o chamado "Quartel da Grotinha".

## História
Foi erguida no contexto da Segunda Guerra Mundial, com a função de defesa da cidade de Ponta Delgada, nomeadamente o seu porto junto ao Forte de São Brás. Complementarmente deveria atuar contra quaisquer navios de forças agressoras, quer de transporte de tropas, quer de escolta, assim como deveria apoiar as forças defensivas terrestres na costa norte da ilha.
O complexo subterrâneo estava artilhado com três peças Krupp de 150mm CTR m/897 (Costa Tiro Rápido, modelo 1897), e foram ali instaladas em setembro de 1940, sendo testadas a 15 de outubro do mesmo ano. Todo o seu material bélico foi trazido de Portugal Continental pelo N/T Carvalho Araújo, tendo desembarcado em Ponta Delgada a 4 de julho daquele ano, sob a coordenação do general Ernesto de França Mendes Machado. A artilharia estava instalada em Setembro de 1940, sendo testada a 15 de Outubro do mesmo ano. As obras da bateria em si prolongaram-se até finais de 1943, quando tiveram lugar pequenas obras de acabamentos e as obras da zona de aquartelamento.
O dispositivo de defesa do porto de Ponta Delgada ficaria composto pela bateria da Castanheira, em conjunto com uma divisão (meia-bateria) no Forte de São Brás, constituída por duas peças Vicker's Armstrong de 101,6 mm, com um alcance de cerca de 9 quilómetros: a chamada "Bateria Eventual de Defesa de Costa", que se encontrava operacional a partir de 25 de novembro de 1943. Em termos de defesa anti-aérea, esta defesa cooperava com duas baterias com peças de 94 mm, modelo 1940, instaladas em Belém e na Relva (Corujeira). Finalmente, em apoio a essas instalações fixas, a defesa contava com material de campanha: rodados, como as peças de 75mm, modelo 1931, estacionadas em Ponta Delgada, obuses R 105/28, modelo 1941, e peças de tiro rápido 75mm, modelo 1917, estas duas últimas com a missão de complementarem a bateria da Castanheira quer a norte como a sul da ilha.
Após o conflito, na década de 1950 e na de 1960, projetou-se utilizá-la em apoio a uma bateria de longo alcance, a ser erguida no Pico da Cruz, com peças de 234mm e um alcance de cerca de 40 quilómetros, cujo material chegou a ser recebido do Canadá, mas que nunca chegou a ser instalado por razões económicas.
A bateria fez fogo real pela última vez em 1969. Na década de 1970, a zona de aquartelamento passou a sediar o Esquadrão de Lanceiros de Ponta Delgada, onde permaneceu até 18 de abril de 1994. Nesse período registaram-se algumas obras ligeiras, a nível de messes, cozinhas e refeitórios. Após a saída desta unidade, a bateria entrou em lento processo de degradação, agravado pela obsolescência das suas peças, pelo elevado custo das obras de manutenção e reparação, e pela evolução tecnológica dos meios.
No ano de 2006 projetava-se a rua requalificação e abertura ao público como núcleo do Museu Militar de Ponta Delgada e miradouro da cidade.
A bateria tem Servidão Militar instituída pelo Decreto nº 2, de 4 de março de 2000, publicado no Diário da República nº 54, 1ª série B.

## Características
Constitui-se de uma bateria de artilharia de costa, definida por duas zonas distintas: a da bateria em si, caracterizada como um complexo fortificado subterrâneo, e a zona de aquartelamento, a cerca de 500 metros de distância da primeira, onde estavam instalados os seus apoios administrativos e logísticos.